# Faux (Ardenas)
Faux é uma comuna francesa na região administrativa de Grande Leste, no departamento das Ardenas. Estende-se por uma área de 3,28 km². Em 2010 a comuna tinha 58 habitantes (densidade: 17,7 hab./km²).